# Porte de Brandebourg
Pour les articles homonymes, voir Porte de Brandebourg (homonymie) et Brandebourg (homonymie).
La porte de Brandebourg (Brandenburger Tor en allemand; prononciation allemande: API :/ˈbʁandn̩ˌbʊʁɡɐ ˈtoːɐ̯/, ? Écouter [Fiche]), qui se situe à l'entrée de l'ancien Berlin, est un symbole de la ville, mais fut pendant presque trois décennies le symbole de la division de la ville : le monument faisait partie intégrante du mur de Berlin. Elle fut érigée par Carl Gotthard Langhans (1732-1808) pour le roi de Prusse Frédéric-Guillaume II (1744-1797). Elle fut construite de 1788 à 1791 dans le style néoclassique, en s'inspirant des Propylées de l'Acropole d'Athènes.
La porte domine la Pariser Platz à l'est qui termine l'avenue Unter den Linden, tandis qu'à l'ouest, la porte s'ouvre sur la Platz des 18. März au-delà de laquelle débute la Straße des 17. Juni.
La porte de Brandebourg est desservie par la gare de Brandenburger Tor de la S-Bahn de Berlin et la station homonyme de la ligne 5 du métro.

## Histoire
Elle remplace une porte précédente qui avait été construite en 1734 au sein du mur d'accise de Berlin. Elle fait 26 mètres de haut, 65,5 mètres de long et a une profondeur de 11 mètres. Elle comprend cinq passages et deux maisonnettes.

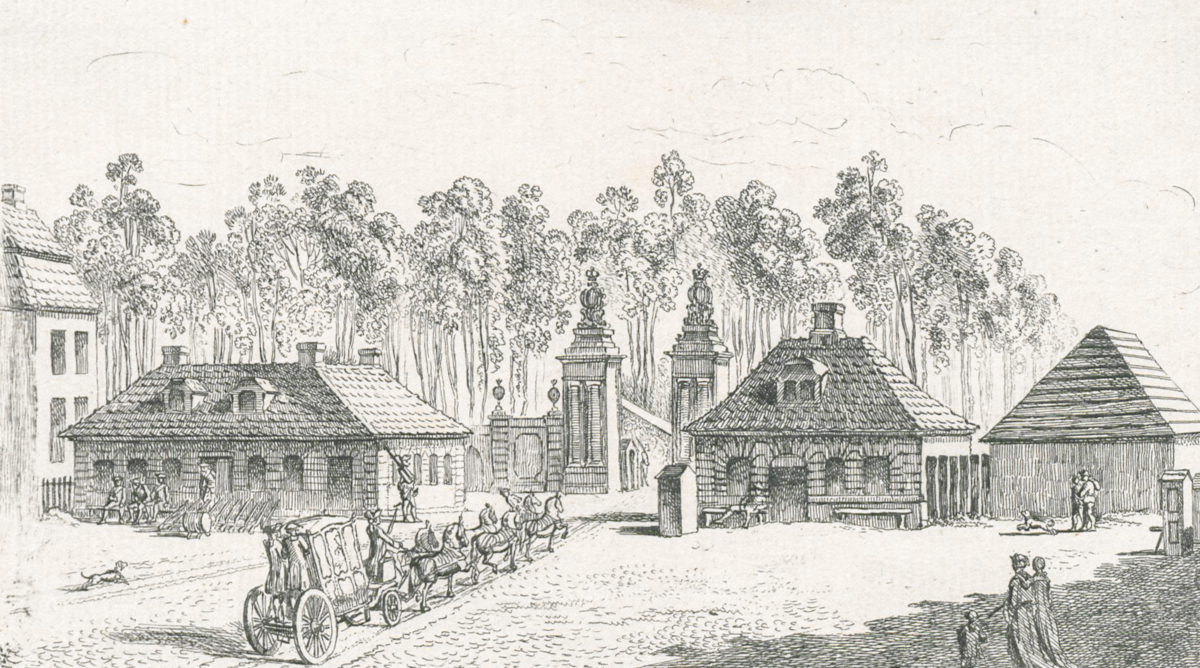
La porte de Brandebourg originale dans une gravure de 1764, 30 ans avant sa reconstruction néoclassique.

En 1793, elle est couronnée du quadrige de Johann Gottfried Schadow (1764-1850) figurant la déesse de la Victoire sur un char tiré par quatre chevaux. Cette statue a été réalisée en cuivre. En 1806, elle est emportée par Napoléon Bonaparte qui veut l'installer à Paris. Après la chute du Premier Empire, le quadrige retourne à Berlin, où il est restauré et agrémenté d'un nouveau symbole de pouvoir (l'aigle prussien). Le quadrige a retrouvé, après bien des débats, son aigle et sa croix de fer, attributs guerriers dessinés par Karl Friedrich Schinkel à la demande du roi Frédéric-Guillaume III.
Sous l'Empire allemand (1871–1918), le Kaiser était le seul à pouvoir passer, dans son véhicule, sous le passage central.
Lors de la bataille de Berlin en 1945, des soldats allemands s'étaient postés derrière le quadrige, d'où ils tiraient, et la statue fut gravement endommagée par des tirs de riposte : seuls deux chevaux en réchappèrent. Après la Seconde Guerre mondiale, on fit poser une copie en plâtre. Le 21 septembre 1956, les magistrats de la ville de Berlin décidèrent de reconstruire cette unique ancienne porte de la ville à partir de ce qui était encore debout. La rénovation sera terminée le 14 décembre 1957.

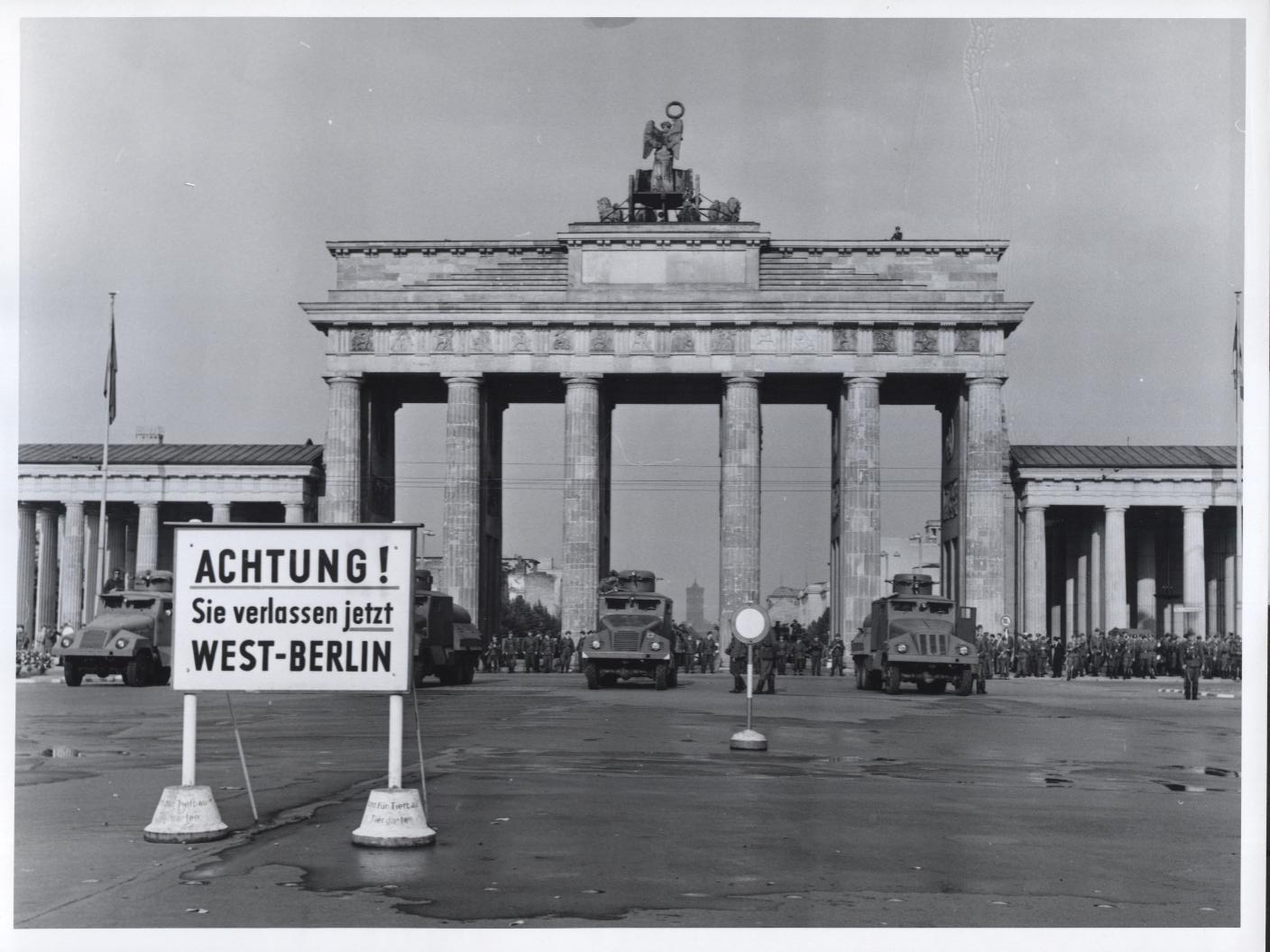
Les troupes de la RDA s'alignent le long de la frontière près de la porte de Brandebourg, lors de la construction du mur de Berlin, août 1961.

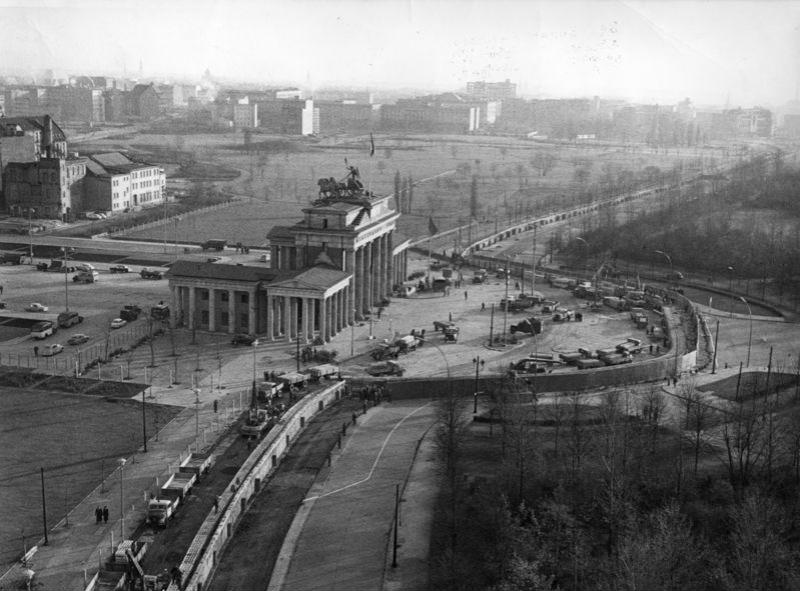
Le mur de Berlin près de la porte de Brandebourg, 1961.

En 1945, lors de la division de la ville, la porte de Brandebourg se situait dans la Zone est. Avec la construction du mur de Berlin, le 13 août 1961, celle-ci se retrouva au milieu d'un no man's land gardé par les soldats de la RDA (république démocratique allemande) et ne pouvait donc plus être traversée ni depuis l'est, ni depuis l'ouest. Alors que la vue sur l'édifice à partir de l'avenue Unter den Linden (secteur Est) n'était entravée par aucun dispositif de sécurité (sauf des barrières), la vue à partir du secteur Ouest (Straße des 17. Juni) était gâchée par un mur de béton de près de 3 mètres de hauteur, qui cachait la base du monument aux Berlinois de l'ouest. Lors de leurs venues en visite officielle à Berlin-Ouest, les dirigeants occidentaux (tel que le président Kennedy en juin 1963) avaient pris l'habitude de prononcer des discours devant la porte. Les autorités de la RDA faisaient alors installer des tentures (souvent des drapeaux de l'État est-allemand, ou des étoffes rouges) entre les piliers du monument, afin d'en obstruer la vue aux habitants de Berlin-Est éventuellement trop curieux, et de marquer pour les photographes occidentaux leur contrôle de la zone.

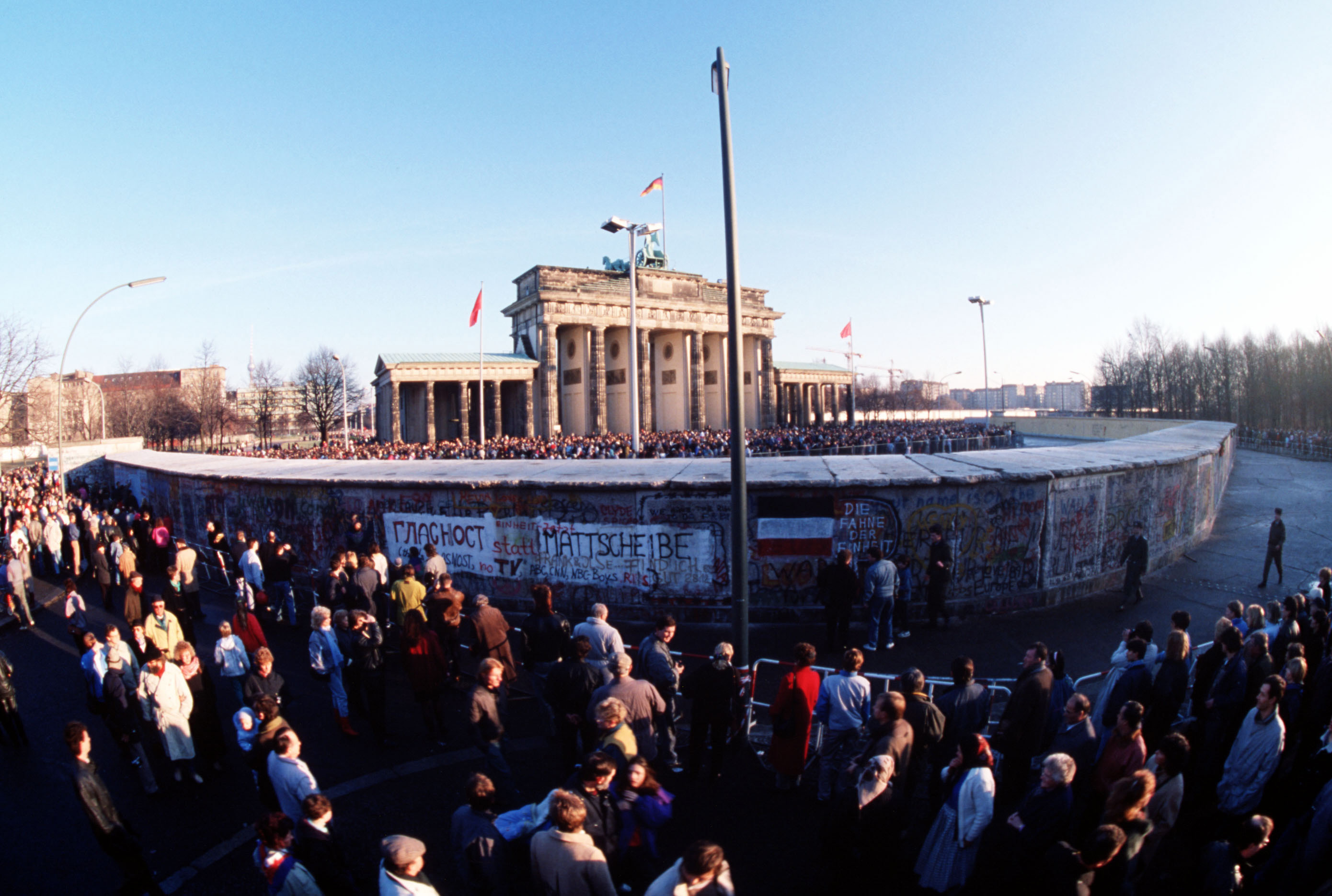
Les manifestants devant le mur face à la porte de Brandebourg en décembre 1989.

Tous les événements importants de l'histoire de Berlin sont liés à la porte de Brandebourg comme symbole de la ville, mais aussi de l'État. Ainsi, c'est sous la pression de plus de 100 000 personnes que vingt-huit ans après sa construction, le mur fut enfin rouvert au niveau de la porte le 22 décembre 1989.
Le 3 octobre 2002, la porte de Brandebourg a été enfin dévoilée lors de joyeuses festivités après vingt-deux mois de rénovation. Auparavant, elle avait été longtemps négligée et elle était régulièrement endommagée pendant les festivités du Nouvel An où de nombreuses personnes y montaient.

## Le quadrige, otage de l'Histoire

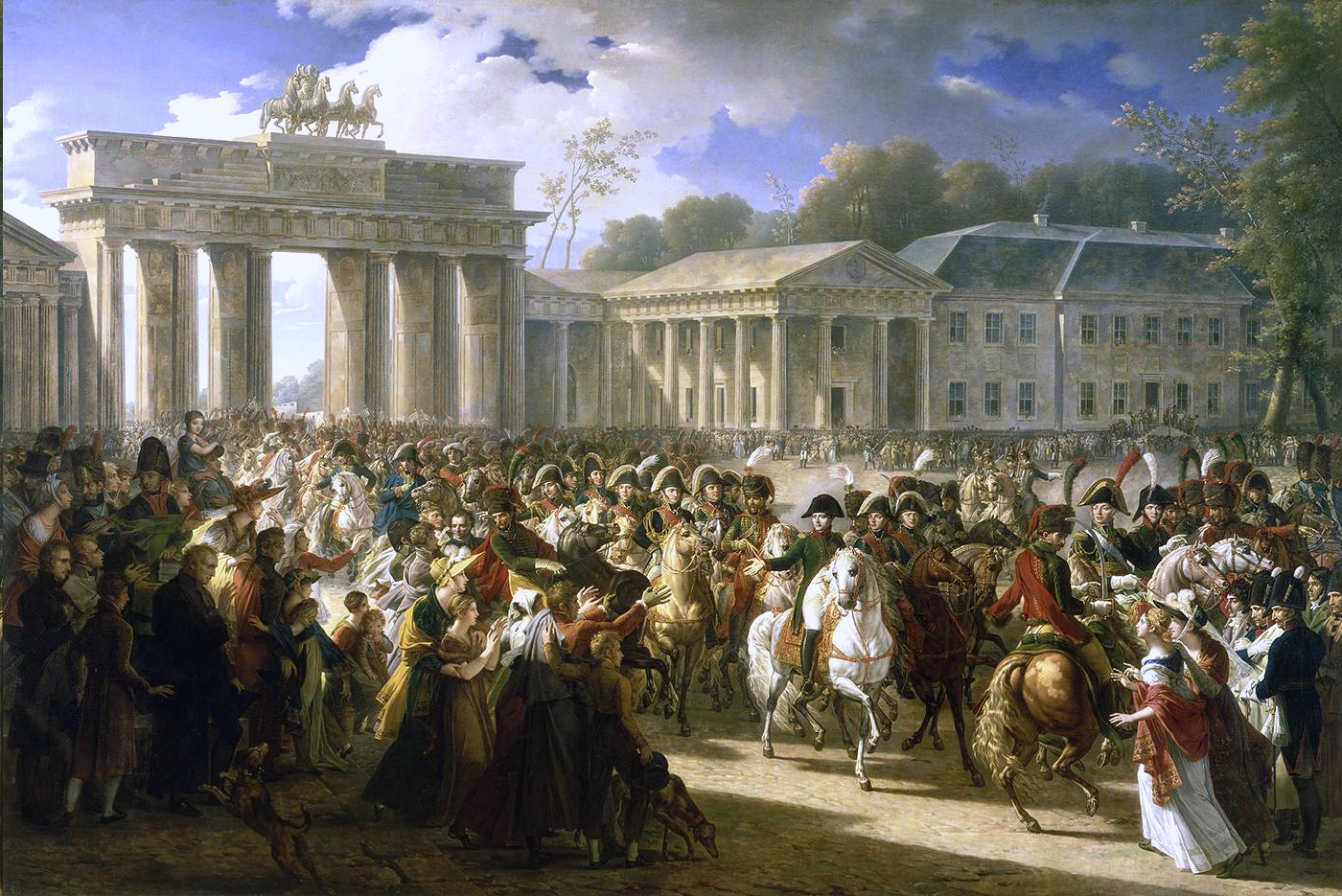
Napoléon et la Grande Armée défilant sous la porte de Brandebourg après l'écrasement de la Prusse et de la Saxe aux batailles d'Iéna et d'Auerstaedt en 1806.

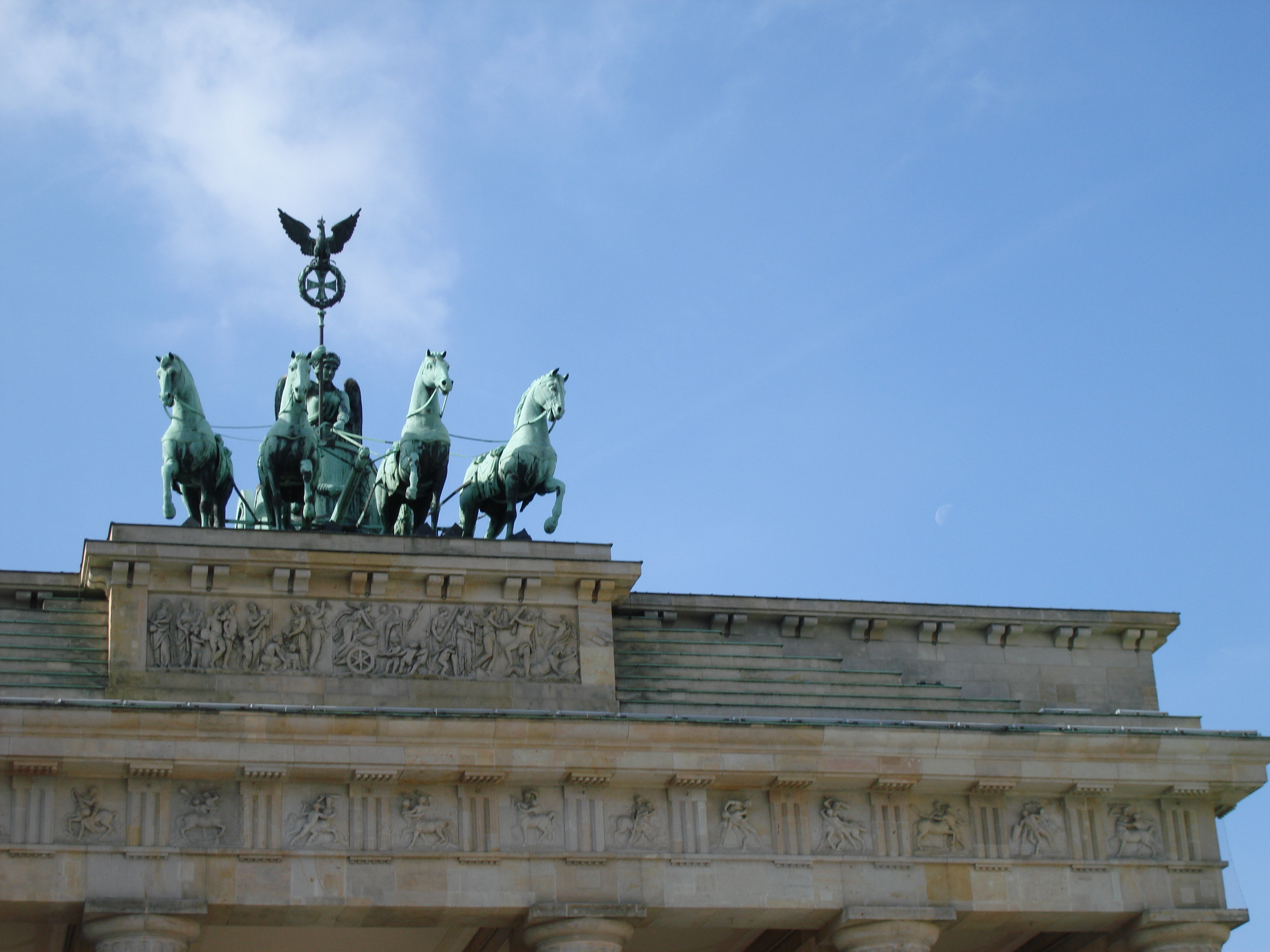
Le quadrige de la porte de Brandebourg.

La statuaire symbole de Berlin était initialement orientée vers la ville en signe de paix, dont elle incarne le triomphe. Après l'écrasement de la Prusse par les troupes françaises à la bataille d'Iéna en 1806, le quadrige fut descendu de la porte et envoyé par Napoléon à Paris comme butin. Après la victoire des troupes alliées contre Napoléon en 1815, le quadrige a été retrouvé par les troupes du général Blücher encore emballé dans des caisses, et renvoyé à Berlin. La place dénommée le Quarré devint alors Pariser Platz, en référence au traité de Paris, qui scellait la défaite de la France de Napoléon.
Le fait qu'Hitler ait fait tourner le quadrige vers l'ouest, pour exprimer ses désirs de puissance et de conquête, est une légende toujours tenace. Après la Seconde Guerre mondiale, le quadrige détruit avait été restitué, mais sans la Croix de fer ni l'Aigle de Prusse qui trônait au-dessus du quadrige, dans le but de renouer avec les intentions pacifiques originelles, mais lors de sa dernière restauration, après la réunification allemande, le quadrige retrouva finalement les insignes de victoire de la Prusse, et cela en dépit d'une vive polémique.

## Dans la culture
Au fil du temps, la porte de Brandebourg a été représentée à plusieurs reprises comme un symbole de l'unité allemande :
Le Kuratorium Unteilbares Deutschland, dissous en 1992, l'a utilisé sur des affiches et des boîtes de collection.
Le verso des pièces en euros allemandes de 10, 20 et 50 cents montre l'objectif. Sur la dernière série de billets de banque en deutsche Mark, la porte de Brandebourg était représentée au verso du billet de 5 DM.
La porte était représentée sur cinq valeurs d'une série de timbres de la Deutsche Bundespost. Depuis le 24 octobre 2008, il existe un timbre machine de la Deutsche Post qui montre également la porte de Brandebourg.
Le parc d'attractions Phantasialand, à Brühl, possédait une porte de Brandebourg de 1972 jusqu'au début de 2009. La porte du parc était plus petite (échelle 1:2) et représentée sous une forme très simplifiée.
Un treillage dans le parc du château de Mückenberg, détruit en 1945 et victime d'un ouragan en 1912, s'inspire de la porte de Brandebourg.
Le peintre Vincent Roux l'a représentée dans son tableau La porte de Brandebourg, présenté lors de l'exposition Les 13 Europe de Vincent Roux, à la Fondation Vasarely en 1990.

## Galerie

Illuminations pour expressions de solidarité du peuple allemand
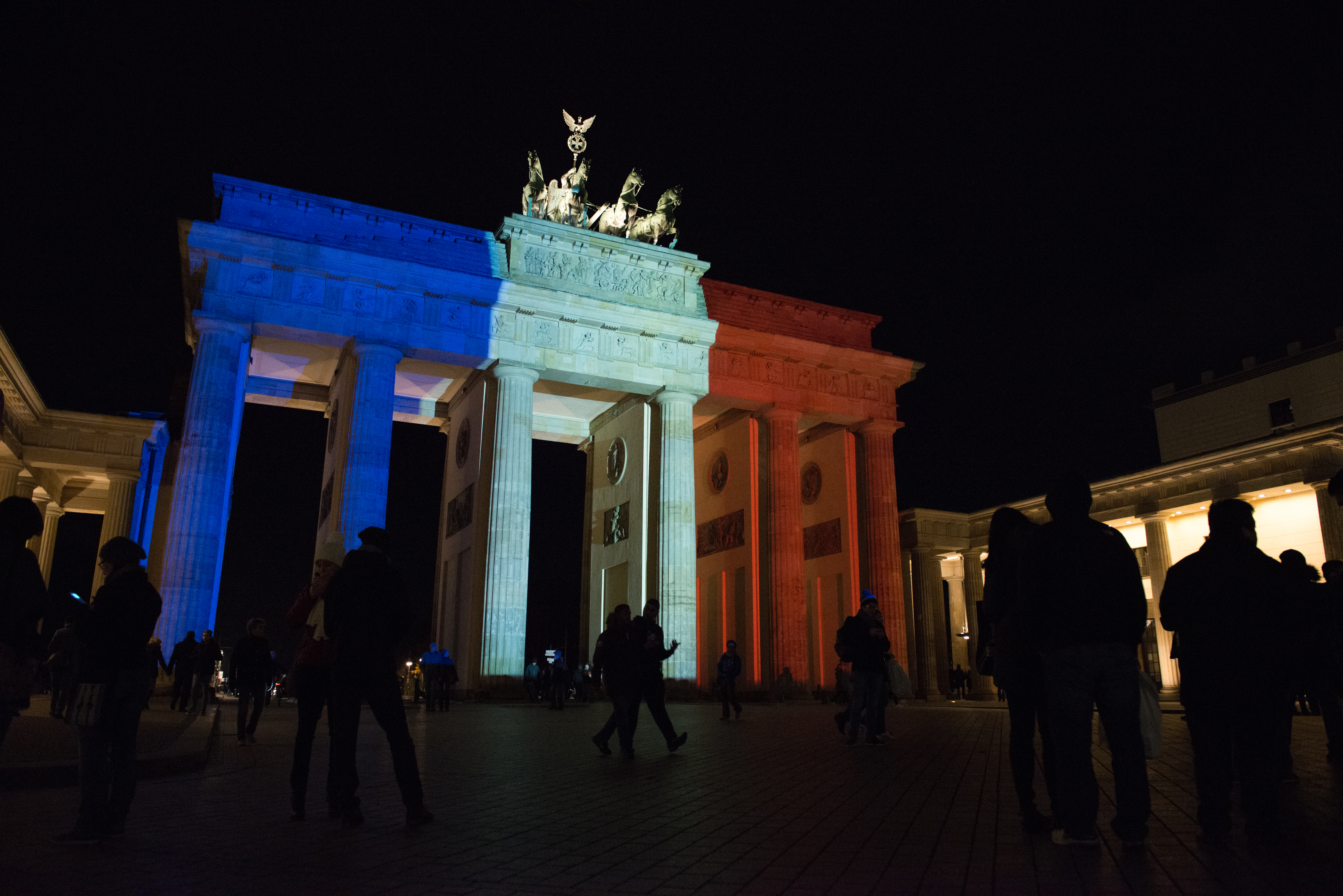
Illumination en solidarité avec la France, après les attentats du 13 novembre 2015 en France.
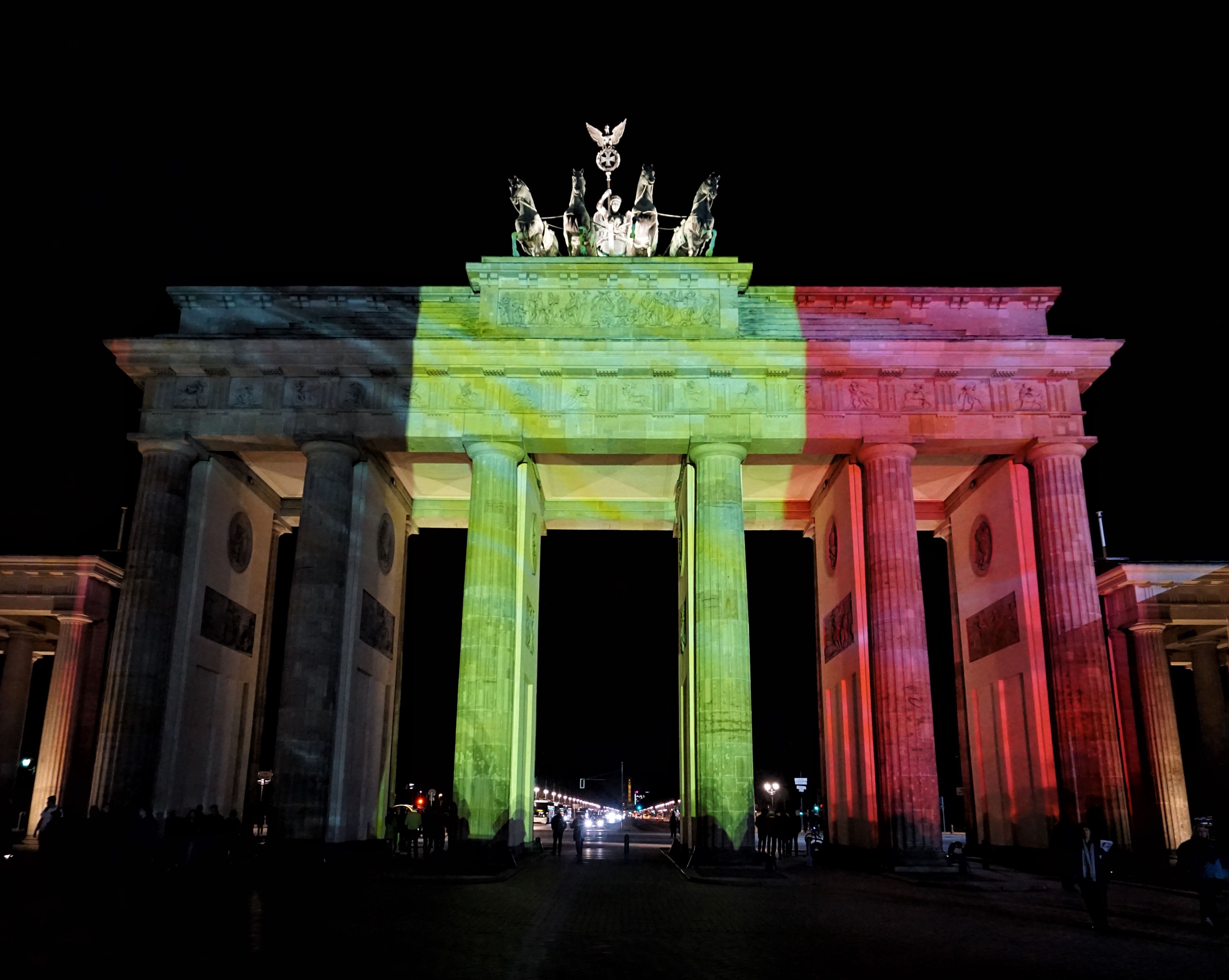
Illumination en solidarité avec la Belgique, après les attentats du 22 mars 2016 à Bruxelles.
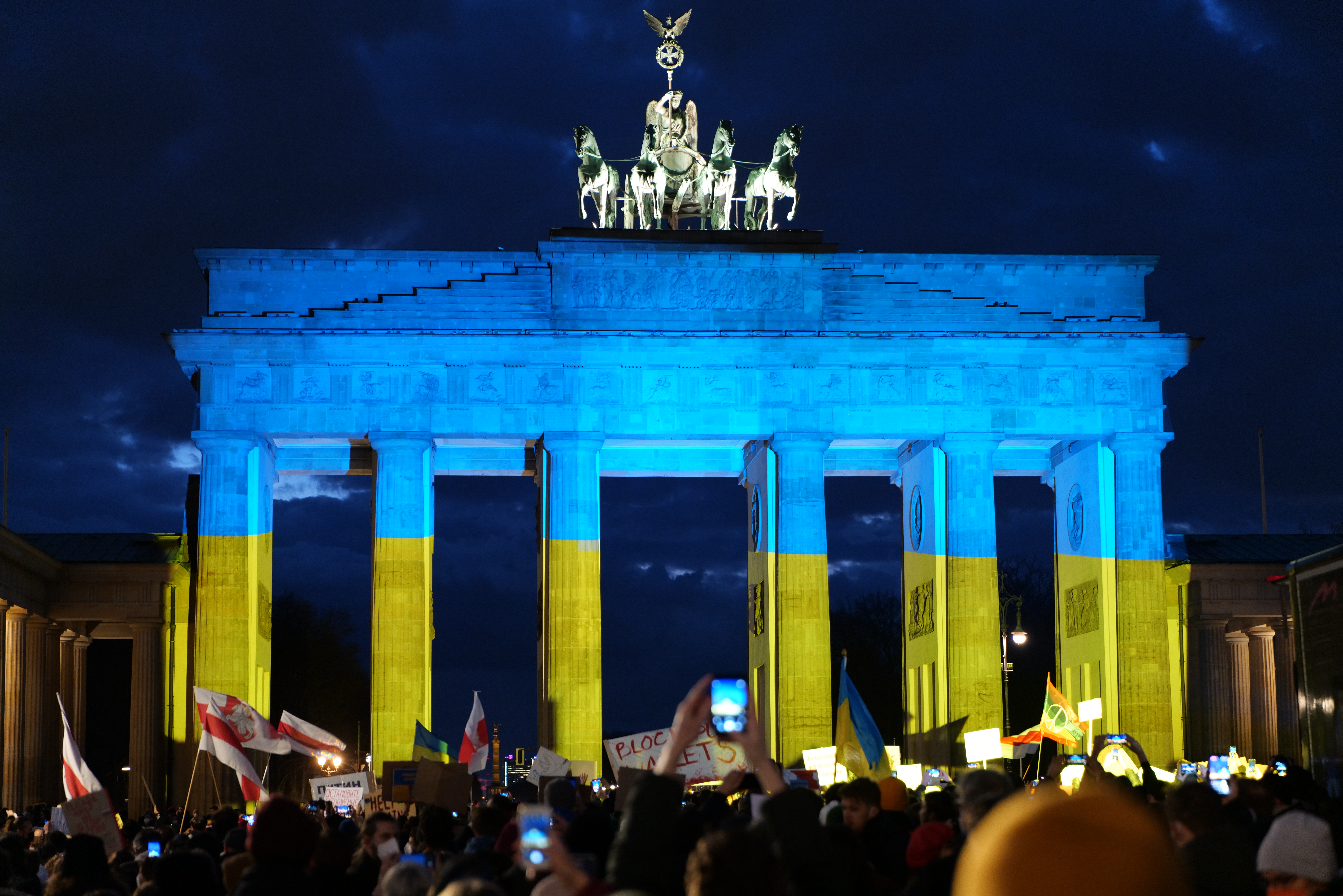
Illumination de la porte de Brandebourg en solidarité avec l'Ukraine à la suite de l'invasion de l'Ukraine par la Russie de 2022. Février 2022.

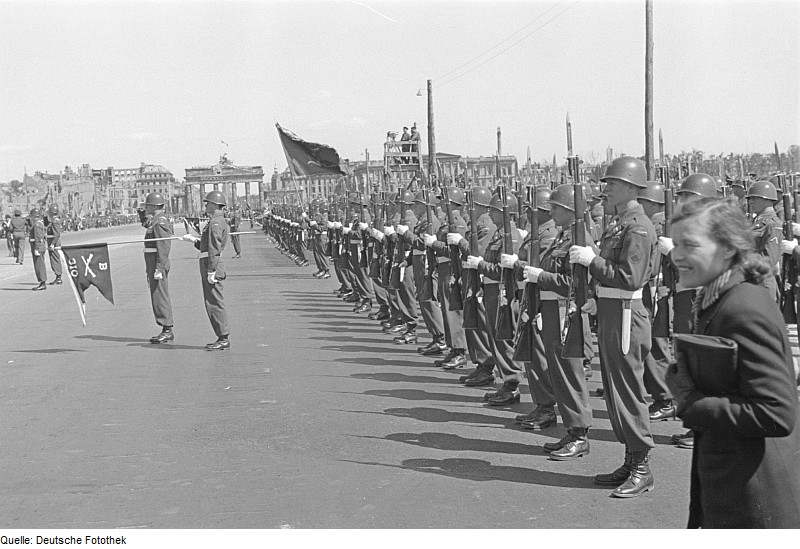
Défilé de la 78e DIUS le 8 mai 1946 devant la porte de Brandebourg pour le premier anniversaire de la fin de la guerre en Europe.
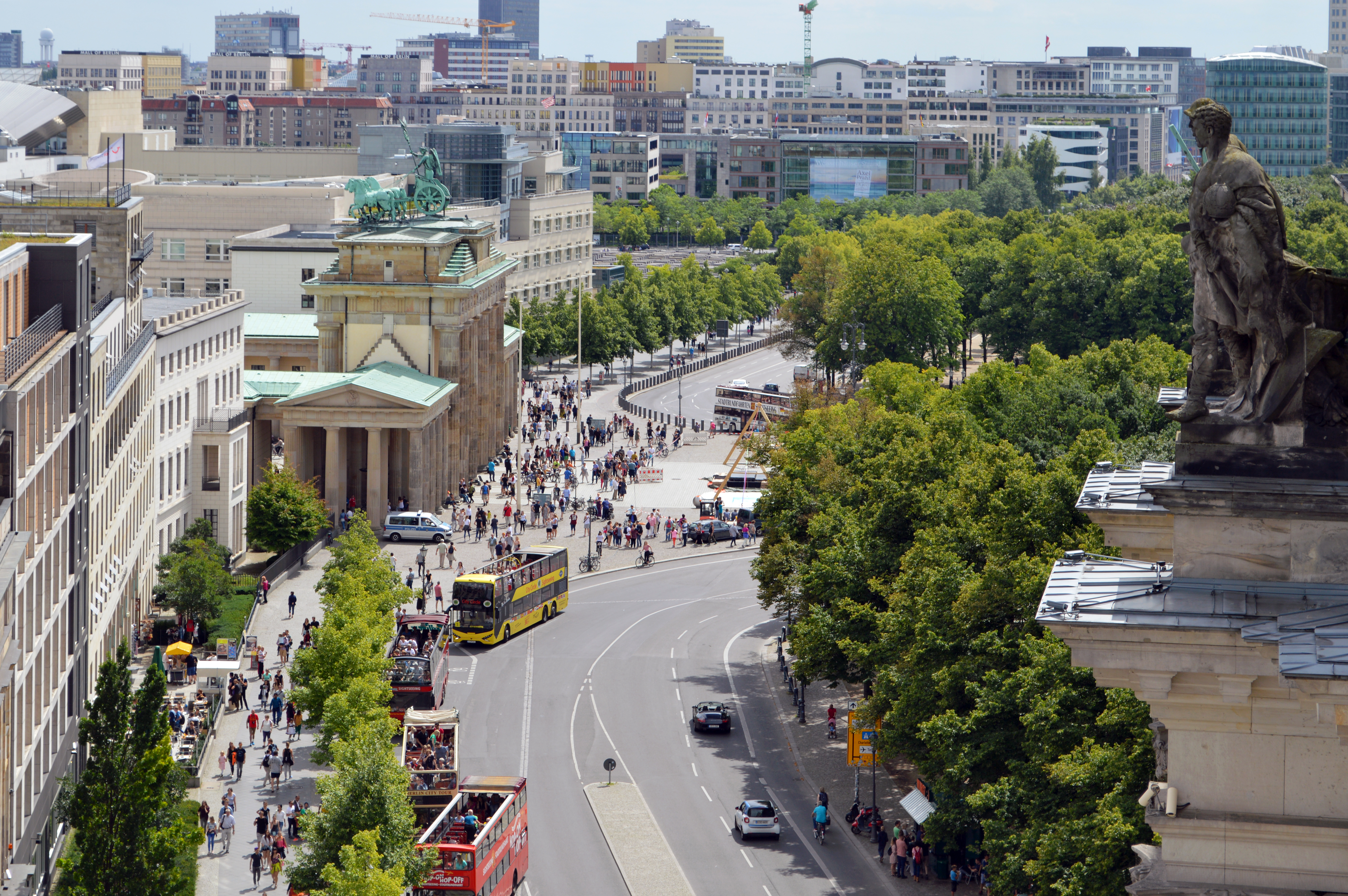
La porte de Brandebourg vue depuis le dôme du palais du Reichstag.
Porte de Brandebourg, la nuit.